# Úrvalsdeild Karla 1916
La Úrvalsdeild Karla 1916 fue la quinta edición del campeonato de fútbol islandés. El campeón fue el Fram que ganó su cuarto título.

## Tabla de posiciones
| Pos. | Equipo          | Pts | PJ | PG | PE | PP | GF | GC | DG |
| ---- | --------------- | --- | -- | -- | -- | -- | -- | -- | -- |
| 1.   | Fram Reykjavík  | 3   | 2  | 1  | 1  | 0  | 4  | 3  | +1 |
| 2.   | KR Reykjavík    | 2   | 2  | 0  | 2  | 0  | 5  | 5  | +0 |
| 3.   | Valur Reykjavík | 1   | 2  | 0  | 1  | 1  | 4  | 5  | -1 |

Pts = Puntos; PJ = Partidos jugados; PG = Partidos ganados; PE = Partidos empatados; PP = Partidos perdidos; GF = Goles a favor; GC = Goles en contra; DG = Diferencia de gol